# Möster Birken
Koordinaten: 51° 46′ 17″ N, 12° 15′ 20″ O

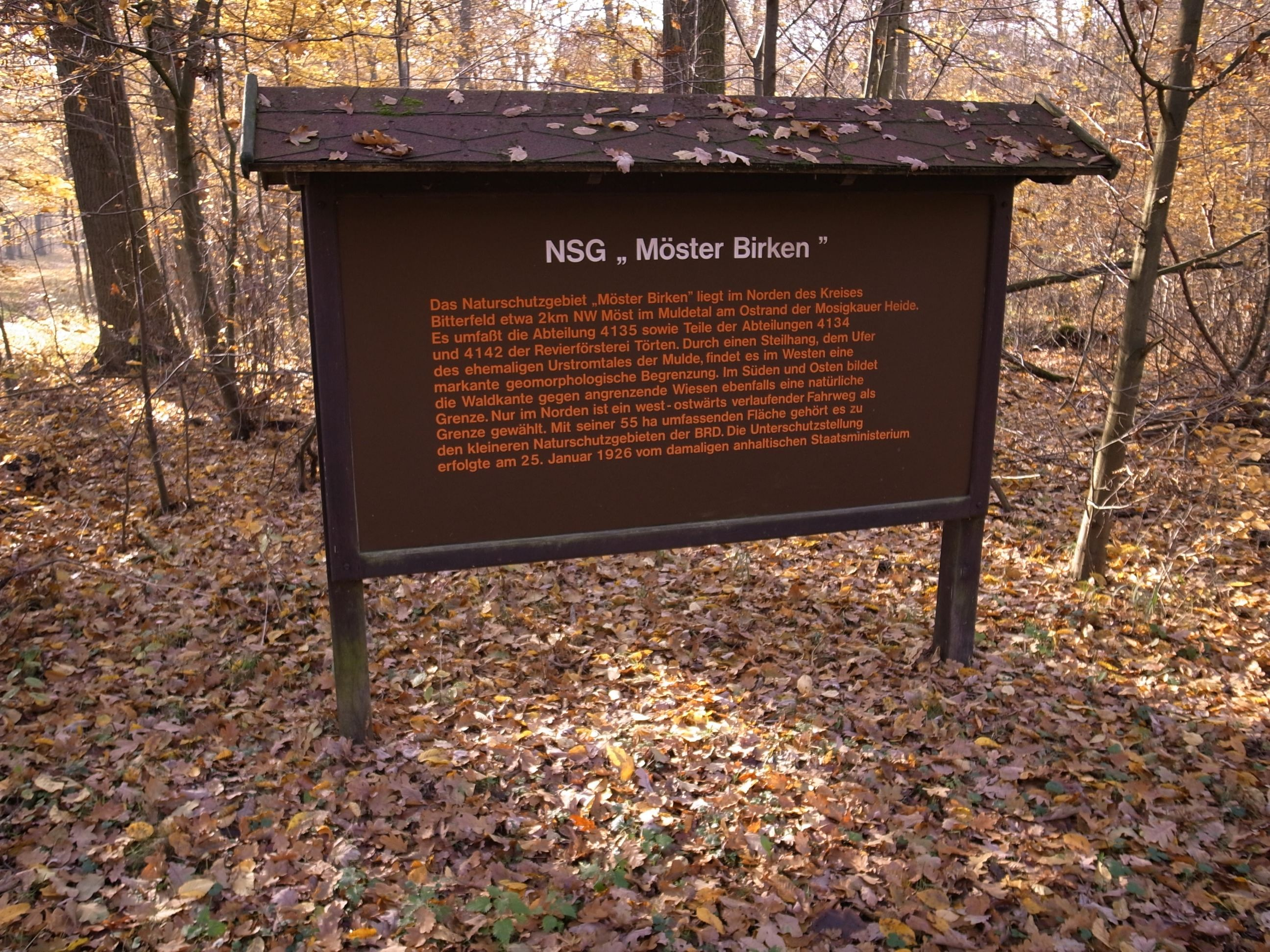
Informationstafel am Naturschutzgebiet

Die Möster Birken sind ein Naturschutzgebiet in der Stadt Raguhn-Jeßnitz im Landkreis Anhalt-Bitterfeld in Sachsen-Anhalt.
Das Naturschutzgebiet mit dem Kennzeichen NSG 0119 ist rund 54 Hektar groß. Es ist größtenteils Bestandteil des FFH-Gebietes „Taube-Quellen und Auengebiet bei Möst“ und vom Landschaftsschutzgebiet „Mittlere Elbe“ umgeben. Im Osten grenzt es an das Naturschutzgebiet „Steinhorste“. Das Gebiet steht seit Anfang 2004 unter Schutz (Datum der Verordnung: 15. Dezember 2003). Es ersetzt das 1926 ausgewiesene, gleichnamige Naturschutzgebiet. Zuständige untere Naturschutzbehörde ist der Landkreis Anhalt-Bitterfeld.
Das Naturschutzgebiet liegt südlich von Dessau-Roßlau im Biosphärenreservat Mittelelbe. Es stellt ein von Hangwässern gespeistes Durchströmungsmoor in der Muldeaue am Rande der Mosigkauer Heide, an deren Steilhang es im Westen grenzt, unter Schutz. Das Gebiet wird aufgrund von Eindeichungen der Mulde nicht mehr von Hochwasser überflutet. Es wird überwiegend von naturnahen Waldgesellschaften geprägt, für die Moorbirken-Erlenbruchwald, Schwarzerlenbruchwald sowie Faulbaumgebüsche charakteristisch sind. Im östlichen Bereich ist Stieleichen-Hainbuchenwald und kleinflächig Hartholzauenwald zu finden. Die Waldbereiche verfügen über einen hohen Totholzanteil.
In der Krautschicht der Wälder wachsen u. a. Zittergrassegge, Mittlerer Lerchensporn, Nickendes Perlgras und Waldlabkraut. In kleinflächig offenen Moorbereichen wachsen Torfmoose, Glockenheide, Moosbeere und Rundblättriger Sonnentau. Daneben kommen Kleinseggenriede mit Sumpffarn und Sumpfveilchen vor. In den Gräben im Naturschutzgebiet sind Wasserschlaucharten wie der Kleine Wasserschlauch sowie Wasserfeder zu finden.
Das Naturschutzgebiet ist reich an Singvögeln, von denen rund 50 Arten nachgewiesen wurden, darunter z. B. Feldschwirl und Fitislaubsänger, sowie verschiedene Grasmückenarten. Weiterhin bietet das Naturschutzgebiet Mäusebussard, Wespenbussard, Rotmilan und Turmfalke sowie Grün-, Schwarz-, Bunt-, Mittel- und Kleinspecht einen geeigneten Lebensraum. Reptilien sind durch Waldeidechse, Zauneidechse, Blindschleiche und Ringelnatter vertreten.
Das Gebiet entwässert über den Klingborngraben, der das Schutzgebiet durchfließt, zur Taube.